# Abortfrågan
Abortfrågan behandlar frågan om de moraliska, religiösa och lagliga aspekterna kring abort.
Pro-choice är ett vanligt internationellt begrepp som uttrycker stöd för kvinnans rätt att på eget bevåg besluta om abort oavsett anledning, oftast med en begränsning till en viss tidpunkt i graviditeten. Pro-life antyder däremot stöd för fostrets rätt till liv, dock inte nödvändigtvis under alla omständigheter. Våldtäkt, incest och i synnerhet risk för moderns liv lyfts ofta fram som undantag.

## Etiska aspekter
Frågan om abort kan ses som en etisk konflikt mellan å ena sidan fostrets rätt att utvecklas till ett barn och å andra sidan kvinnans rätt att bestämma om och när hon vill utsätta sin kropp för en graviditet och en förlossning. I denna konflikt görs ofta frågan om i vilken grad fostret har oinskränkt människovärde och mänskliga rättigheter till en central fråga. När både modern och fostret ses som skyddsvärda kan det uppstå situationer när deras intressen står i konflikt med varandra. Ett beslut att genomföra en abort innebär som regel att kvinnans och mannens intresse av att inte fullfölja graviditeten får väga tyngre än fostrets intresse att utvecklas och födas.
Katolska kyrkan är en av de grupper som anser att redan den första cellen, zygoten, har ett oinskränkt människovärde. Bland annat för att den redan har de anlag som krävs för att bli en individ. Principen om livets okränkbarhet innebär då att en graviditet inte kan avbrytas under några förhållanden, varför man även förkastar dagen-efter-piller och ibland betraktar förbud av dessa som legitima.
Enligt ett annat synsätt skiljer man på mänskligt liv som möjlighet och det utvecklade mänskliga livet. Zygoten och fostret i dess tidiga utveckling har enligt detta synsätt ett värde och bör skyddas så långt det är möjligt. Det har dock inte oinskränkt människovärde förrän det nått ett stadium där det uppfattas som en individ. Principen om livets okränkbarhet kan därför inte tillämpas på samma sätt.
Möjligheten till tidig fosterdiagnostik skapar en särskild typ av frågor. Det har hävdats att fostret har intresse av att inte bli född med svåra sjukdomar och handikapp, och att detta skulle påverka avvägningen mellan barnets och föräldrarnas intresse. Handikapporganisationer har reagerat kraftigt mot detta synsätt och ser det som att frågan mer gäller föräldrarnas möjlighet och intresse av att ta hand om ett handikappat barn. Även barns rätt att födas välkomna förs fram i debatten. De föräldrar som inte har den psykiska beredskapen att ta hand om ett barn, friskt eller handikappat, har dåliga förutsättningar att ge barnet en god uppväxt.

## Synen på abort i olika länder och religioner
I de flesta länder innehåller lagarna en moralisk gradering av skälen för abort. Tre indikationer anses ofta som godtagbara skäl för abort: Nästan alla länder tillåter abort om medicinska skäl medför allvarlig fara för kvinnans liv. Det är också vanligt att abort är tillåtet om graviditeten är en följd av våldtäkt eller tvång. Många länder tillåter abort när läkare bedömer att det finns en stor risk för att barnet kommer att bli allvarligt handikappat eller bära på en allvarlig sjukdom.
Bland de länder där abort enligt lagen inte får genomföras oavsett skäl finns Chile, El Salvador och Nicaragua. År 2013 blev en elvaårig gravid och det fick Chile att tänka efter och denna fråga togs upp vid valet. Flickan blev våldtagen av sin styvfar och det startade en debatt i Chile.
De vanligaste orsakerna till detta är att många tycker att livet startar vid befruktningen. Att alla ska ha rätt till liv och det spelar ingen roll att man är vuxen eller ett foster, man ska fortfarande ha rätt till liv. Det finns också vissa religioner som tycker att det är fel. Katolska Kyrkan ser varje människa som unik och oersättligt. “Gud har skapat liv, att ta bort är fel”
Praxis och lagstiftning varierar mycket mellan olika länder när det gäller övriga skäl, såsom att kvinnan inte har psykisk kapacitet att ta hand om ett barn, att hennes livssituation är svår, att hon inte orkar föda eller att hon inte önskar ett barn. I en stor del av världen är sådana faktorer överhuvudtaget inte godtagbara skäl för abort. I andra länder förekommer att det formella beslutet fattas av en läkare eller en myndighet.

### Protestantism
I luthersk tradition finns en stor variation mellan olika grupper och hur de ställer sig till om sexualitet och abort. Bland de gemensamma dragen finns att den enskilda kristna människan har en förmåga att förstå och att ta ställning i svåra frågor. Abort uppfattas som en konflikt mellan olika parter där abort ibland kan vara en nödlösning. Följande uttalanden kan ses som ett uttryck för detta.
Svenska ekumeniska nämnden (som ersattes 1992 av Sveriges kristna råd), ett samarbetsorgan för de flesta kristna samfund i Sverige, ansåg i ett uttalande 1991 att det ofödda livet har människovärde och ska skyddas. De ansåg dock inte att det inte var möjligt att vinna gehör för att i grunden ändra den svenska abortlagen. De ville också att nordiska lagar skulle harmoniseras, att den svenska lagen skulle tillåta abort endast till och med den tolfte veckan och att flera abortförebyggande åtgärder skulle sättas in.
Kyrkomötet i Svenska kyrkan avslog år 2002 en motion om att mötet skulle ta avstånd från abort som ett legitimt sätt att avbryta en graviditet. Kyrkomötet ansåg dessutom att abort är en allvarlig fråga, och att kyrkan har ett särskilt ansvar att stå på deras sida som är utsatta i samhället. Hit hör många kvinnor som står inför valet att genomgå en abort. Kvinnan bör ges stöd av kyrkan för att fatta det beslut som framstår som det rätta för henne. För vissa kvinnor innebär detta att välja abort.

### Katolska kyrkan
Abortmotståndet är en viktig profilfråga inom den katolska kyrkan. Enligt kyrkan är den äktenskapliga kärleken och fortplantningen gåvor från Gud som hör samman med äktenskapet. Försök att hindra fortplantningen med preventivmedel ”motsäger den fulla sanningen i sexualakten som uttryck för äktenskaplig kärlek” som påven Johannes Paulus II skriver i encyklikan Evangelium Vitae. Preventivmedel och abort är liknande ur den aspekten.
Kyrkan anser att mänskligt liv börjar vid befruktningen och att det är fullt skyddsvärt redan vid det tillfället. Även ett embryo är en människa, enligt katolska kyrkan, och skall respekteras som en sådan. En framkallad abort (att skilja från en spontanabort) anses som ett dödande av en människa. De nordiska katolska biskoparna har uttalat sig på liknande sätt i ett herdabrev år 1999. Biskoparna gör dock undantag för medicinska ingrepp i syfte att rädda kvinnans liv.

### Judendomen
Inom judendomen ses fortplantningen, den sexuella gemenskapen och undvikandet av synd som viktiga syften med äktenskapet. Att föröka sig anses som ett gudomligt bud.
Enligt judisk tradition är fostret ännu inte en människa, och det blir inte en person förrän efter födelsen. Därför betraktas abort inte som att döda en människa. Inom judendomen finns en stor variation mellan olika grupper och deras inställningar till abort, främst om i vilken grad man ska ta hänsyn till hur kvinnan påverkas av graviditeten och födseln. Alla grupper accepterar abort om moderns liv är hotat. Den stränga inriktningen menar att detta är det enda tillåtna skälet, medan liberalare inriktningar menar att abort får utföras av andra skäl, som till exempel att graviditeten skulle förstöra kvinnans äktenskap.

### Islam
Variationen är stor inom islam men i allmänhet ses preventivmedel som acceptabla. Abort anses som ett sämre alternativ än att använda preventivmedel. Enligt muslimsk tradition anses fostret få en själ 120 dagar efter befruktningen (cirka 19 veckor). Gemensamt för de fatwor som lämnats under senare delen av 1900-talet är att abort är förbjudet efter 120 dagar, om inte aborten är till för att rädda moderns liv. När det gäller skälen för abort före 120 dagar varierar inriktningarna mellan att vara förbjudet till att det är accepterat om familjen önskar det. Islamiska lärde i Sverige har inte haft invändningar mot den svenska abortlagen.

## Mot abort

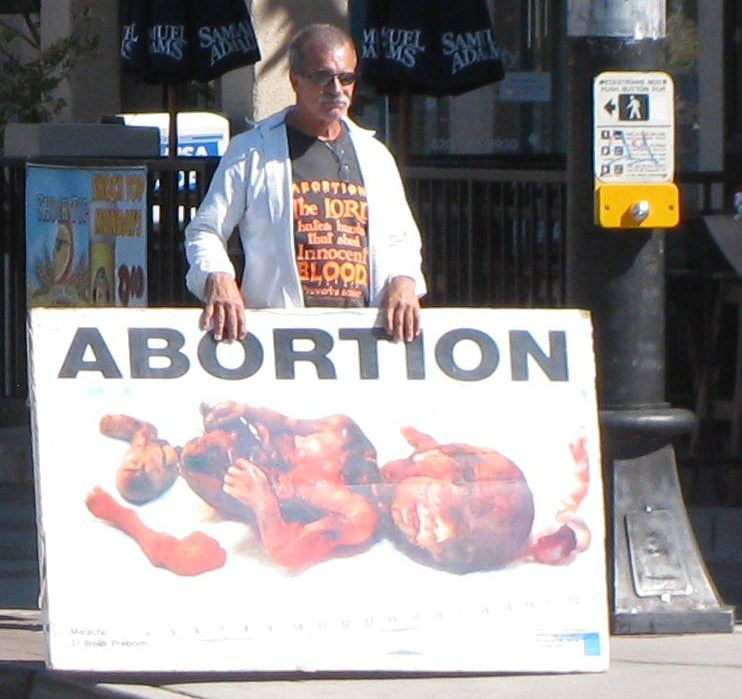
Demonstration mot abort i USA.

Motståndare till fri abort eller Pro-life (För liv) åberopar ofta religiösa och/eller etiska skäl för sitt motstånd. Argumentet är att alla människor har samma människovärde, oavsett utvecklingsgrad, varför ofödda fosters liv måste värnas. 
I Sverige har rörelsen JA till livet varit framträdande inom Pro-liferörelsen. I dag är Ja till livet och stiftelsen Provita samma organisation under namnet Föreningen Människovärde. En annan organisation verksam i Sverige i dag är Livsval.
När Kristen Demokratisk Samling bildades 1964 var abortmotstånd ett av de viktigare politiska kraven. I takt med att partiet växte och bytte namn till Kristdemokraterna övergav man dock mer och mer sin traditionella hållning i abortfrågan, något som lett till kritik från besvikna anhängare och avhopp från partiet. 2007 bildades Nätverket för Kristen Värdekonservatism av ett tiotal personer, med planer på att bilda ett nytt politiskt parti som verkade för abortförbud (med undantag om moderns liv är i fara).  
Officiella företrädare var Per Kronlid, dåvarande missionsföreståndare för Folk & Språk och Joseph Christenson, katolik från Göteborg.
Christenson återfanns på Kristdemokraternas valsedel i riksdagsvalet 2006 då han förde en intensiv och kritiserad personvalskampanj.
Abortmotståndare i andra länder omringar ibland abortkliniker, distribuerar olika typer av litteratur för att övertyga kvinnor som överväger abort och föreslår adoption som ett alternativ. Delar av Pro-liferörelsen har gjort sig kända för bilder och videor av aborterade foster. I Sverige gäller det bland annat organisationen Människorätt för ofödda.
Mindre grupper och enskilda individer har även ägnat sig åt militanta aktioner där bland annat abortläkare har förföljts och mördats med argumentet att läkarens liv kan ställas mot de otaliga fosterliv som räddas. Enligt organisationen Pro Choice har militanta abortmotståndare i USA, Kanada och Australien begått minst åtta mord, sjutton mordförsök, 214 bombningar och mordbränder, tusentals fall av andra våldsbrott samt hundratusentals fall av hot och trakasserier. Sådana aktioner fördöms av de ledande Pro-lifegrupperna.
För att hävda rätten att inte behöva medverka i aborter, förskriva vissa typer av preventivmedel eller på annat sätt bidra till att befruktade könsceller eller foster hindras i dess utveckling använder vissa abortmotståndare begreppet samvetsfrihet, som hämtas ur Europeiska konventionen om mänskliga rättigheter. Den svenska barnmorskan Ellinor Grimmark har uppmärksammats både nationell och internationellt när hon stämde Jönköpings läns landsting för diskriminering, efter att hon med hänvisning till samvetsfrihet vägrat att medverka i aborter, att ge dagen efter-piller och sätta in kopparspiraler, och därför inte fick anställning som barnmorska trots att hon var behörig för tjänsten. Grimmark har drivit fallet hos Diskrimineringsombudsmannen, Jönköpings tingsrätt samt Arbetsdomstolen och förlorat i samtliga instanser. Tillsammans med barnmorskan Linda Steen stämde Grimmark svenska staten i Europadomstolen för mänskliga rättigheter. De nekades prövning, efter att domstolen funnit att det inte var ett orimligt krav att de skulle utföra alla sina arbetsuppgifter.

## För fri abort

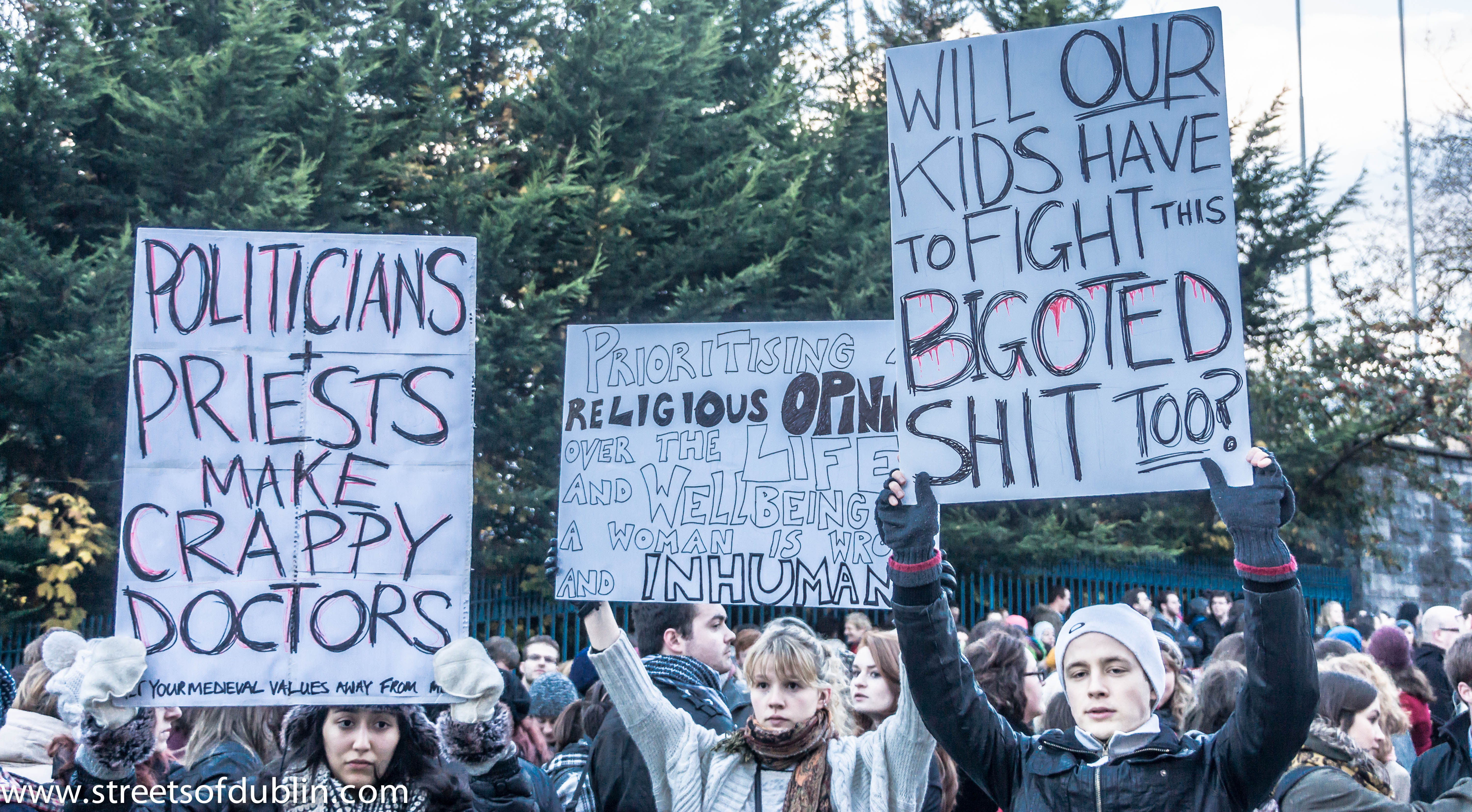
Demonstration för abort i Dublin

Förespråkarna för fri abort eller Pro-choice (För val) är benämningen på den politiska hållning som kanske mest förknippas med vad den amerikanska rörelsen som kämpar för rätten till fri abort. I Sverige är det RFSU som mest har kommit att bedriva opinion i frågan.
Grundtesen, för förespråkare av fri abort, är att kvinnan ska ha rätt att bestämma över sin egen kropp. 
Andra vanliga argument är att fostret inte kan betraktas som en egen person och att abortförbud inte minskar antalet aborter utan leder till illegala aborter där modern riskeras att skadas eller dö. Illegala aborter är en av de vanligaste dödsorsakerna bland kvinnor globalt, och tar ungefär 47 000 kvinnors liv världen över varje år, enligt WHO.
Dessutom, menar förespråkare, förtjänar alla barn att födas välkomna och önskade.
Ytterligare ett perspektiv är att även om foster skulle ha rättigheter så medför inte detta någon rätt att nyttja moderns kropp mot hennes vilja enligt nuvarande lagstiftning för stora delar av graviditeten. En person har rätt att avstå att donera organ, blod eller benmärg även om resultatet blir en annan människas död. Därför har man även rätt enligt lagen att avstå att upplåta sin livmoder till en annan människa och rätten att avbryta en graviditet i sin egen kropp, även om det innebär fostrets död.
Man har även konstaterat ett samband mellan fri abort och minskad kriminalitet.